# 따하
따하는 이슬람 예언자이자 꾸란의 장 중 20번째 장 제목이다.
우마르란 사람이 이슬람을 습격하려 음모하고 무함마드 살해를 음모했으나 본인이 습격하려던 곳에 무슬림들은 꾸란의 한 내용을 읊고 있었다고 한다.
우마르가 그 내용에 감명을 받아 그들에게 품었던 적의를 없애고 이슬람을 믿게 됐다는 게 따하 장이라고 한다.
| 이 전 마리암 (수라) | 수라 20 (아랍어 원문) | 다 음 알 안비야 |
| 1 2 3 4 5 6 7 8 9 10 11 12 13 14 15 16 17 18 19 20 21 22 23 24 25 26 27 28 29 30 31 32 33 34 35 36 37 38 39 40 41 42 43 44 45 46 47 48 49 50 51 52 53 54 55 56 57 58 59 60 61 62 63 64 65 66 67 68 69 70 71 72 73 74 75 76 77 78 79 80 81 82 83 84 85 86 87 88 89 90 91 92 93 94 95 96 97 98 99 100 101 102 103 104 105 106 107 108 109 110 111 112 113 114 |                       |                 |